# 萬根-布呂蒂塞倫
万根-布吕蒂塞伦（德語：Wangen-Brüttisellen）是瑞士联邦苏黎世州乌斯特区的市镇。该市镇面积为7.90平方千米，海拔高度465米，2018年12月31日人口数为7,904。

## 外部連結
- 万根-布吕蒂塞伦官方网站 （德文）